# Кинески серов
Кинески серов (лат. Capricornis milneedwardsii) је сисар из реда папкара (Artiodactyla).

## Распрострањење
Ареал врсте покрива средњи број држава. Врста има станиште у Кини, Јапану, Тајланду, Лаосу, Бурми, Вијетнаму и Камбоџи.

## Станиште
Станишта врсте су шуме, планине, екосистеми ниских трава и шумски екосистеми, и брдовити предели. Врста је по висини распрострањена до 4.500 метара надморске висине.

## Угроженост
Ова врста је на нижем степену опасности од изумирања, и сматра се скоро угроженим таксоном.